# International Society for Third Sector Research

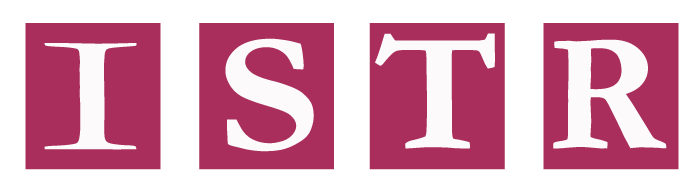
Logo

Die International Society for Third Sector Research (ISTR) ist eine internationale und interdisziplinäre wissenschaftliche Fachgesellschaft. Ihr Ziel ist die Förderung von Forschung und Lehre mit Bezug zum sogenannten Dritten Sektor oder Nonprofit-Bereich. Sie hat derzeit rund 900 Mitglieder aus 76 Ländern. Die Geschäftsstelle der 1992 gegründeten Vereinigung hat ihren Sitz in Seattle.

## Aktivitäten
Die ISTR veranstaltet im Zweijahresrhythmus Weltkongresse, zuletzt 2024 in Antwerpen und 2022 in Montreal.
Darüber hinaus organisiert ISTR Regionalkonferenzen, ein Doktorandennetzwerk und kontinentale Regionalnetzwerke in Lateinamerika, Asien/Ozeanien, Afrika und im Nahen und Mittleren Osten. 
ISTR ist Herausgeberin der englischsprachigen Fachzeitschrift Voluntas – International Journal of Voluntary and Nonprofit Organizations. Die Zeitschrift widmet sich Fragen der Dritten Sektor- und Zivilgesellschaftsforschung, der Philanthropie und benachbarten Forschungsfeldern und wird im Doppelblindgutachten-Verfahren produziert. Ferner gibt ISTR die Buchreihe Nonprofit and Civil Society Studies heraus.
Alle zwei Jahre verleiht ISTR einen Preis für herausragende Dissertationen auf dem Gebiet der Dritten-Sektor-Forschung.